# Pseudicius mushrif
Pseudicius mushrif är en spindelart som beskrevs av Wesolowska, van Harten 20. Pseudicius mushrif ingår i släktet Pseudicius och familjen hoppspindlar. Inga underarter finns listade i Catalogue of Life.